# Cesare Merzagora
Cesare Merzagora (Milánó, 1898. november 9. – Róma, 1991. május 1.) olasz bankár, politikus, külkereskedelmi miniszter, örökös szenátor, 1953 és 1967 között az olasz Szenátus elnöke, 1964-ben rövid ideig átmeneti megbízással Olaszország köztársasági elnöke.

## Élete
Cesare Merzagora 1898-ban született Milánóban, Luigi Merzagora mérnök és Elisa Fenini fiaként. Középiskolai tanulmányait követően, 1917-ben önkéntesként jelentkezett a hadseregbe. Harcolt a piavei csatákban, vitézségéért kitüntetést is kapott, majd 1918-ban hadnagyi rangban Isztrián szolgált egészen 1920-ig. Ekkor a leszerelt, és bankárként kezdett dolgozni, a Banca Commerciale Italiana munkatársaként helyezkedett el, melynek később bulgáriai vezetője lett.
A második világháború idején elkötelezett antifasisztaként részt vett az olasz ellenállásban. A háború után kezdett politizálni, ateizmusa ellenére az Olasz Kereszténydemokrata Párt támogatója volt, de a pártba nem lépett be. 1947 és 1949 között Alcide De Gasperi kormányának külkereskedelmi minisztere volt, 1948-ban a Szenátus tagjává választották. Szenátorként 1950 és 1952 között a Banca Popolare di Milano elnöke is volt.
1953-ban a Szenátus elnökének választották, tisztségét egészen 1967-ig, tizennégy éven át töltötte be. 1954-ben, majd 1964-ben is felmerült a neve egy átmeneti kormány vezetőjeként, de végül nem lett miniszterelnök. Hasonlóképpen 1955-ben és 1962-ben is indulni akart köztársaságielnök-jelöltként, de a kereszténydemokrata párt végül nem jelölte őt. Végül néhány hónapra, 1964 augusztusától az év decemberéig mégis államfő lett, ugyanis Antonio Segni elnök agyvérzését követően ideiglenes megbízással, a Szenátus elnökeként látta el a köztársasági teendőket.
1963-ban örökös szenátornak nevezték ki. 1968 és 1979 között az Assicurazioni Generali biztosítótársaság elnöke, majd tiszteletbeli elnöke volt, emellett 1970-ben rövid ideig a Montedison vállalatot is vezette.
Merzagora szabadidejében művészetekkel foglalkozott, zenészként és szobrászként is ismert volt. Fiatalkorában csellón játszott, és két keringőt is komponált. 1947-ben kezdett szobrászattal foglalkozni, majd autodidakta módon éremművészetet is tanult. Ezen a téren egyik legfontosabb eredménye, hogy a Rómában rendezett, 1960. évi nyári olimpiai játékok arany-, ezüst- és bronzérmeit ő tervezhette. Ezen kívül tervezett üvegeket és címkéket a capri likőrgyárnak és különböző ékszereket is. Merzagora 1991-ben hunyt el Rómában, szívmegállás következtében, 92 évesen.

## Fordítás
Ez a szócikk részben vagy egészben  a   Cesare Merzagora című olasz Wikipédia-szócikk ezen változatának fordításán alapul.  Az eredeti cikk szerkesztőit annak laptörténete sorolja fel. Ez a jelzés csupán a megfogalmazás eredetét és a szerzői jogokat jelzi, nem szolgál a cikkben szereplő információk forrásmegjelöléseként.
| Elődje: Antonio Segni | Az Olasz Köztársaság elnöke 1964. augusztus 10. – 1964. december 29. | Utódja: Giuseppe Saragat |